# Arenahippus
Arenahippus is een geslacht van uitgestorven paardachtigen uit het Vroeg-Eoceen van Noord-Amerika. In dit geslacht worden enkele vroege paardachtigen geplaatst die oorspronkelijk in het geslacht Hyracotherium werden ondergebracht.

## Indeling
Tot het begin van eenentwintigste eeuw werd Hyracotherium beschouwd als het oudste paard, met fossiele vondsten in Europa, Noord-Amerika en Azië. Inmiddels wordt Hyracotherium beschouwd als een parafyletisch taxon. Volgens nieuwe inzichten behoort alleen nog de typesoort H. leporinum tot het geslacht en bovendien is dit geen paard, maar een soort uit de familie Palaeotheriidae, een familie van uitgestorven dieren die vermoedelijk voorlopers waren van de paardachtigen (Equidae) maar ook van de Brontotheriidae. Voor de oudste Amerikaanse paarden zijn inmiddels andere geslachtsnamen in gebruik. De vroegste soort(en) worden in het geslacht Sifrhippus geplaatst. Dat werd daarna opgevolgd door Arenahippus.

## Soorten

### A. grangeri
A. grangeri (Kitts, 1956) verscheen in het Wa-1 of mogelijk als in het Wa-0. Het is met 185 fossiele vondsten de meest gevonden soort van het geslacht. A. grangeri is naast uit de Bighorn- en Clark's Fork-bekkens bekend uit het Power River-bekken in Wyoming en het Sand Wash-bekken in Colorado.

### A. aemulor
Tijdens het Wa-3 werd A. grangeri in een periode met een koeler klimaat vervangen door A. aemulor (Gingerich, 1991), de grootste soort uit het geslacht.

### A. pernix
A. pernix (Marsh, 1876) leefde in het eerste deel van het Wa-4, toen het klimaat verder afkoelde. In het Midden-Wasatchian werd Arenahippus vervangen door Xenicohippus (Wa-5) en vervolgens Eohippus (Wa-6).

## Lichaamsbouw
Van S. grangeri is een vrijwel compleet skelet bekend uit het Clark's Fork-bekken, dat veel informatie heeft opgeleverd over de lichaamsbouw van dit paard. Het skelet toont aanpassingen aan een rennende leefwijze. De proximale gewrichten van de poten – de schouder en heup – waren erg mobiel, in tegenstelling tot bij hedendaagse paarden. Daarentegen waren de distalere gewrichten van de poten – de elleboog, pols, knie en enkel – beperkt bewegelijk. Hierdoor was minder spierkracht nodig voor stabilisatie van de poten bij bewegen. Deze verschillen tussen de gewrichten waren vermoedelijk een compromis tussen rennen en behendigheid. In tegenstelling tot latere paarden leefde Arenahippus niet op open vlaktes maar in bosgebieden met een dichte ondergroei. Aan de voorpoten zaten vijf tenen, waarvan vier met kleine proto-hoeven. De "duim" was los van de grond. Aan de achterpoten zaten eveneens vijf tenen, waarvan drie met hoeven. De eerste en de vijfde teen waren los van de grond. Arenahippus was ongeveer 25 cm hoog. De kop was ongeveer vijftien centimeter lang. Aanhechtingsplaatsen voor krachtige musculatuur aan de nekwervels wijzen er op dat de kop en nek goed bewegelijk waren.